# Hohenbuehelia podocarpinea
Hohenbuehelia podocarpinea är en svampart som beskrevs av G. Stev. 1964. Hohenbuehelia podocarpinea ingår i släktet Hohenbuehelia och familjen musslingar.   Inga underarter finns listade i Catalogue of Life.